# Tammany Hall

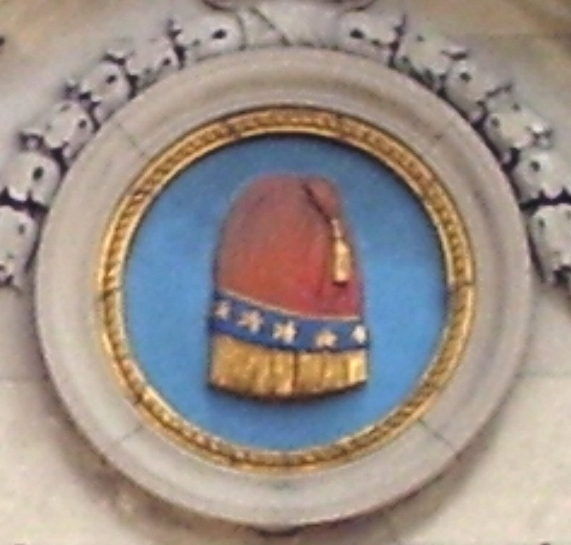
Logo do Tammany Hall

A Tammany Hall foi uma sociedade política, formada por membros do Partido Democrata dos Estados Unidos, que dominou o governo municipal da cidade de Nova Iorque entre 1854 e 1934, quando Fiorello LaGuardia, do Partido Republicano, foi eleito prefeito da cidade. A sociedade foi fundada em 1786, e deixou de existir na década de 1960.
O Tammany Hall recebia, inicialmente, apoio da classe média trabalhadora, pequenos comerciantes e famílias de imigrantes. Apoiavam políticas de pouca intervenção estatal na economia e desburocratização governamental. O grupo, contudo, também ficou conhecido por agir como uma "quadrilha", acusada de corrupção e abuso do poder ao longo das décadas, especialmente a partir do final do século XIX.